# Кручиненко Віталій Григорович
Віталій Григорович Кручиненко — український астроном, лауреат Премії НАНУ імені М. П. Барабашова (1994). Спеціаліст з метеорної астрономії, процесів руйнування метеороїдів в атмосфері, динаміки й еволюції малих тіл Сонячної системи.

## Біографія
Народився 8 жовтня 1934 року в селі Глобине (нині - місто) на Полтавщині. 1957 року закінчив Київський державний університет імені Тараса Шевченка, і відтоді працював в Астрономічній обсерваторії Київського університету. 
У 1967 році захистив в Інституті математики Академії педагогічних наук Української РСР кандидатську дисертацію «Про дроблення метеорних тіл». В 1973–1987 роках в Астрономічній обсерваторії Київського університету обімав посаду завідувача відділу метеорної астрономії, а в 1987–1994 – завідувача відділу малих тіл Сонячної системи. У 1990 році захистив докторську дисертацію «Нагрівання і руйнування метеорних тіл. Теорія, модельні розрахунки і результати спостережень». В 1994–2002 роках працював в Астрономічній обсерваторії Київського університету провідним науковим співробітником. 
За сумісництвом в 1983–2000 роках пацював у Національному педагогічному університеті імені М. П. Драгоманова. В 1996–2000 обімав там посаду професора кафедри експериментальної та теоретичної фізики і астрономії.
В 2007–2012 працював у Бердянському державному педагогічному університеті професором кафедри фізики та методики викладання фізики.
Помер 23 грудня 2020 року. Поховани в Києві на Байковому цвинтарі.

## Відзнаки
- Премія НАН України імені М. П. Барабашова (1994)